# Васил Митков – Шопа
Васил Митков (17 септември 1943 г. – 17 март 2002 г.), наричан по прякор Шопа, е български футболист, флангови нападател, чиято кариера през 60-те и 70-те години на ХХ век преминава в Спартак (София) и Левски (София). В А група изиграва общо 311 мача и бележи 103 гола.
Между 1967 г. и 1972 г. Митков записва 17 мача с 3 гола за националния отбор на България. Участник на световното първенство в Мексико'70.

## Биография
Митков започва кариерата си в Спартак (София), който през 60-те години на ХХ век е сред най-добрите отбори в България. Бързо се утвърждава като основен футболист в атаката на тима. Изиграва 169 мача в А група, в които бележи 48 гола. Рекордьор по попадения в елитното първенство за Спартак. С отбора печели националната купа през сезон 1967/68. Вкарва 2 гола при победата с 3:2 след продължения във финала срещу Берое на 6 юни 1968 г., включително и победното попадение в 120-ата минута.
В началото на 1969 г., след обединението на Спартак с Левски (София), става част от отбора на „сините“. Остава в Левски до 1975 г. Изиграва общо 183 мача, в които бележи 73 гола – 142 мача с 55 гола в А група, 29 мача с 15 гола за купата и 12 мача с 3 гола в евротурнирите. Става двукратен шампион на България през 1969/70 и 1973/74, както и двукратен носител на купата през 1969/70 и 1970/71.
Има 17 мача и 3 гола за А националния отбор (1967 – 1972). Участва на Световното първенство в Мексико'70 (2 мача). „Майстор на спорта“ от 1969 г.
Дългогодишен треньор в детско-юношеската школа на Левски.